# U.S. Men's Clay Court Championships 2014
Lo U.S. Men's Clay Court Championships 2014, anche conosciuto come Fayez Sarofim & Co. U.S. Men's Clay Court Championships per motivi di sponsorizzazione, è stato un torneo di tennis giocato sulla terra rossa. È stata la 104ª edizione dello U.S. Men's Clay Court Championships, che faceva parte della categoria ATP World Tour 250 series nell'ambito dell'ATP World Tour 2014. Si è giocato presso il River Oaks Country Club di Houston negli USA, dal 7 al 13 aprile 2014.

## Partecipanti

### Teste di serie
| Nazionalità | Giocatore         | Ranking | Testa di serie* |
| ----------- | ----------------- | ------- | --------------- |
| Stati Uniti | John Isner        | 9       | 1               |
| Spagna      | Tommy Robredo     | 14      | 2               |
| Spagna      | Nicolás Almagro   | 20      | 3               |
| Spagna      | Fernando Verdasco | 29      | 4               |
| Spagna      | Feliciano López   | 31      | 5               |
| Argentina   | Juan Mónaco       | 42      | 6               |
| Australia   | Lleyton Hewitt    | 46      | 7               |
| Croazia     | Ivo Karlović      | 52      | 8               |

* Ranking del 31 marzo 2014.

### Altri partecipanti
I seguenti giocatori hanno ricevuto una wild-card per il tabellone principale:
- Marcos Baghdatis
- Steve Johnson
- Rhyne Williams

I seguenti giocatori sono entrati nel tabellone principale passando dalle qualificazioni:

- Ryan Harrison
- Robby Ginepri
- Peter Polansky
- Rubén Ramírez Hidalgo

## Campioni

### Singolare maschile
Fernando Verdasco ha sconfitto in finale  Nicolás Almagro per 6-3, 7–6(4).
- È il sesto titolo in carriera per Verdasco, il primo nel 2014.

### Doppio maschile
Bob Bryan /  Mike Bryan hanno sconfitto in finale  David Marrero /  Fernando Verdasco per 4-6, 6-4, [11-9].